# Hyla gibbosa
"Hyla" gibbosa
Espèce
"Hyla" gibbosa est une espèce d'amphibiens de la famille des Ranidae dont la position taxonomique est incertaine (incertae sedis).

## Publication originale
- Lacépède, 1788 : Histoire Naturelle des Quadrupèdes Ovipares et des Serpens, des Poisson et des Cetaces, vol. 1, p. 1-359 (texte intégral).